# Sex Up – Ich könnt’ schon wieder
Sex Up – Ich könnt’ schon wieder aus dem Jahr 2005 ist die Fortsetzung des Films Sex Up – Jungs haben’s auch nicht leicht. Der Film wurde ebenfalls von Florian Gärtner inszeniert und erstmals am 24. März 2005 bei ProSieben ausgestrahlt.

## Handlung
Die drei Freunde Anton Ziegler (Ziege), Adam Hoppeszcynski (Häschen) und Maximilian Spackmann (Max) sind zum Studieren nach Berlin gezogen. Dort versuchen sie recht erfolglos, sich mit Nebenjobs über Wasser zu halten.
Durch das Auftauchen der verloren geglaubten Pflanze „SEX UP“ wendet sich das Blatt. Den roten Pflanzensaft verkaufen die Jungs als Aphrodisiakum über das Internet. Nach Einnahme der Pillen wird man heiß auf denjenigen, den man nach 53 Minuten anschaut. Das Geschäft läuft sehr gut. Die Urwaldpflanze ernährt sich von Bier und Pizza.
Als „Anfänger“ in der Schwulenszene tut sich Max ziemlich schwer, Freunde zu finden. Da kommt ihm die heftig stimulierende Droge „SEX UP“ gerade recht. Auch Ziege hilft mit dem Mittel nach, um seine Traumfrau Natascha zu erobern. Allerdings landen auch Ziege und Max einmal zusammen im Bett, da sich der mit „SEX UP“ aufgeputschte Ziege in das Zimmer von Max verirrt hat und gerade die Wirkung des Mittels einsetzte.
Hubertus von Hochstetten, der Chef von Zieges Schwarm Natascha, will den Jungs das Geschäft vermasseln. Da sein Pharmakonzern in einer Krise steckt, stiehlt er den Freunden alle Pflanzen und gibt das Wundermittel als seine Erfindung aus. Jedoch können die Wissenschaftler seiner Firma nicht herausfinden, wovon sich die Pflanzen ernähren. Häschen wird gekidnappt und soll mit lauter Musik zur Herausgabe der Information gezwungen werden. In letzter Minute gelingt es Valerie, Ziege, Max und Juan, Häschen aus der Hand seiner Peiniger zu befreien.
Auf der Pressekonferenz von Hubertus von Hochstetten zur Vorstellung des neuen Produkts „SEX UP“, explodieren die Pflanzen, da diese mithilfe von Natascha durch Umetikettierung mit alkoholfreiem Bier gegossen wurden.
Eine Pflanze wurde von Natascha aus dem Labor der Firma gerettet. Natascha und Ziege wollen sich die zukünftigen Gewinne zur Hälfte teilen. Max und Juan sowie Valerie und Häschen haben zum Schluss zueinander gefunden.

## Kritik
„Ein Sequel voller ausgeleierter Gags – da stehen einem sogar die Schamhaare zu Berge. – So grausam kann Fernsehen sein …“

„"Das Sequel von Florian Gärtner ist in jeder Hinsicht erwachsener. […] Nach Geschichten um Pickel, Partys und Petting treiben nun Gedanken um das große Geld und die große Liebe die Helden an. Der Ernst des Lebens hat die drei eingeholt."“